# Боб Андерсън
Боб Андерсън (на английски: Bob Anderson) е британски мотоциклетен и автомобилен състезател, пилот от Формула 1 (1963 – 1967).
Преди да започне кариера на пилот от Формула 1 е мотоциклетен състезател. През 1961 година започва да се състезава с автомобили в надпреварата Формула Джуниър с болид Лола. През следващата година се състезава в същия шампионат, но с болид Лотус, печелейки Монтерей и става втори в Монако.
Започва да се състезава във Формула 1 през 1963 година със собствен автомобил – Лола Мк4, под името DW Racing Enterprises, малък и непретенциозен тим. Най-доброто му постижение е трето място в Голямата награда на Австрия 1964. Печели награда, давана в чест на Волфганг фон Трипс за „Най-успешен частен тим“, през 1964 година.
През 1967 година претърпява тежък инцидент при тестове на пистата Силвърстоун, излитайки с болида си от мокрото трасе и удряйки кабина на маршалите. Изваден е от смачкания болид с тежки наранявания на гръдния кош и врата. Умира малко по-късно в болницата „Нордхемптън Дженерал Хоспитъл“.